# Jury Fränkel

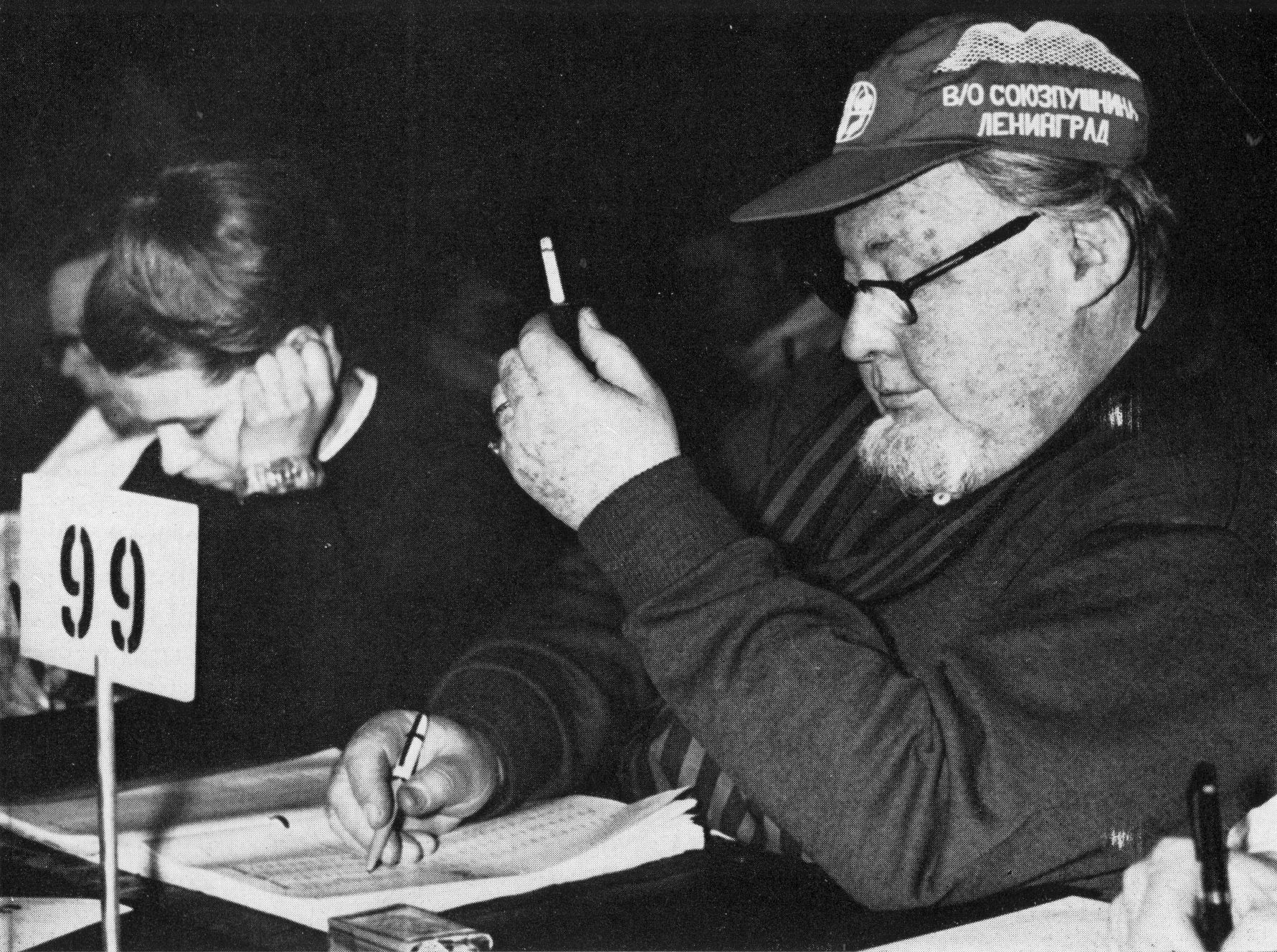
Jury Fränkel auf einer Auktion in Leningrad

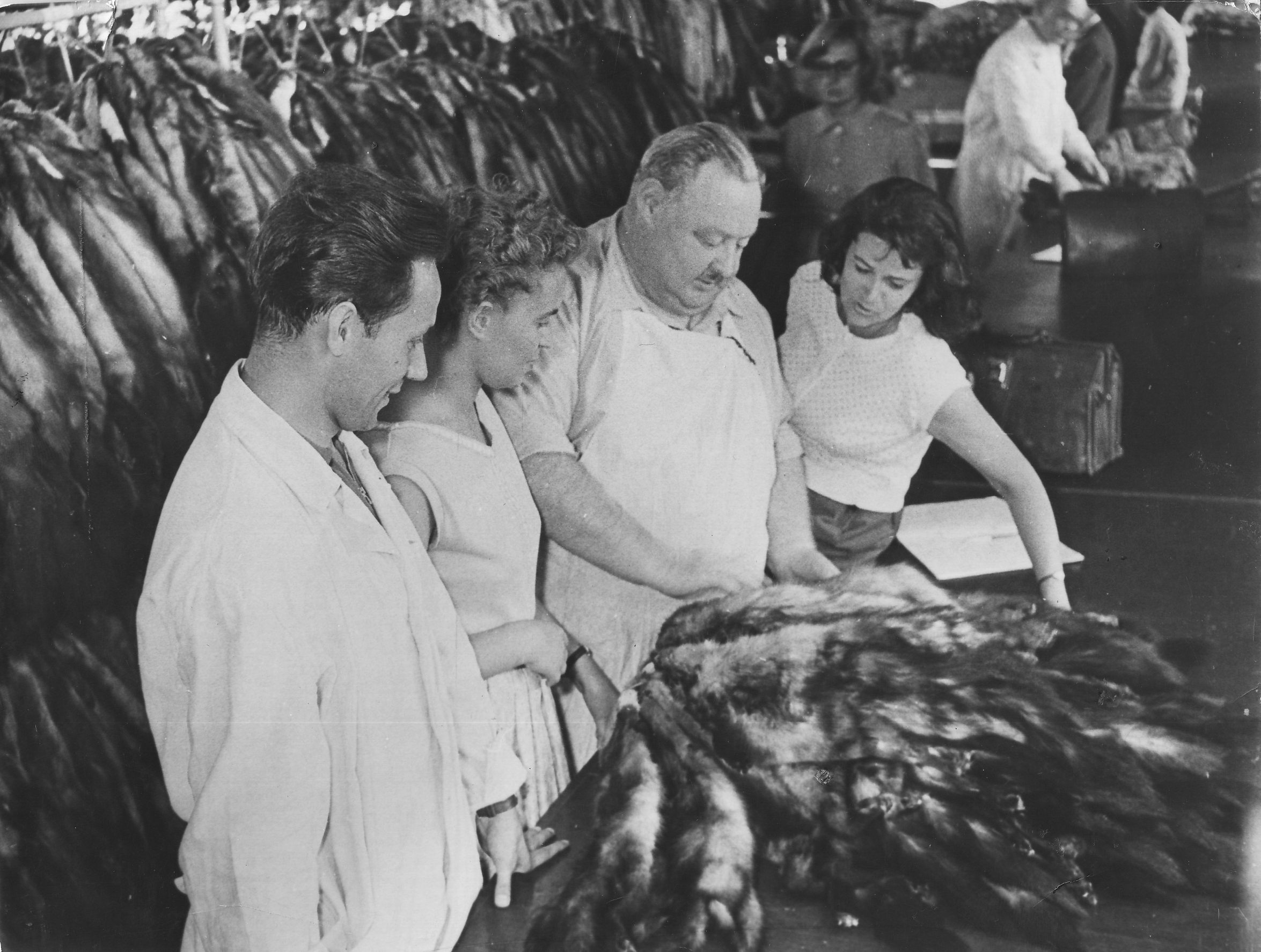
Fellbesichtigung in Leningrad

Jury Fränkel (* 8. April 1899 in Moskau; † 8. Februar 1971 in Lagny-sur-Marne) war ein deutscher Rauchwarenhändler und Kosmopolit. Er war eine herausragende Persönlichkeit der Pelzbranche. Mit seinem Werk „Rauchwarenhandbuch“ über die Pelztiere und deren Fellarten schuf er die Grundlage für das bis heute bedeutendste Nachschlagewerk der Branche, „Jury Fränkel's Rauchwarenhandbuch“. In der Autobiographie „Einbahnstraße“ schilderte er sein bewegtes Leben mit zwei Weltkriegen, als deutschstämmiger Jude und Pelzhändler in seiner ersten Heimat Russland, dann im Welt-Pelzhandelszentrum Leipziger Brühl und anschließend in Schweden, sowie seine ständigen Reisen zu den Einkaufsstätten für Pelzfelle. Seine letzten Lebensjahre verbrachte er mit seiner Familie in Paris.

## Leben
Jury (Albert) Fränkel wurde im Jahr 1899 in Moskau in eine Rauchwarenfamilie geboren, bereits drei Generationen vor ihm handelten seit 1848 ebenfalls mit Pelz. Sein Vater war Hugo Fränkel (* in Moskau; † 1940 in Stockholm), seine Mutter Olga Fränkel geborene Schiller (* in Deutschland; † 1954 in Stockholm). Aus Leipzig mit dem dortigen Pelzhandelszentrum Brühl, wo die Familie seit 1848 ansässig war, waren die Eltern kurz vor seiner Geburt in die russische Hauptstadt umgezogen. Die wohlhabende Familie hatte Kontakt zu prominenten Künstlern der Zeit, seine attraktive Mutter Olga wurde öfter von international bekannten Malern porträtiert, unter anderem Leonid Pasternak (Vater des Schiwago-Autors Boris Pasternak), Ernst Liebermann und Filipp Andrejewitsch Maljawin. Bereits im Alter von 15 Jahren begleitete er seinen Vater auf Reisen zur Pelzmesse in Nischni Nowgorod und den anderen Zentren des Pelzhandels.
Mit Beginn der Oktoberrevolution gelang dem während des Ersten Weltkriegs (1914 bis 1918) nach Sibirien internierten Vater zusammen mit Sohn Jury die Flucht nach Deutschland, der Mutter und den Geschwistern war schon vorher die Ausreise gestattet worden. Die Familie ließ sich erneut in der Rauchwarenmetropole Leipzig nieder. Nach seiner Ankunft trat Jury freiwillig den Militärdienst im Königlich Sächsischen Infanterie-Regiment 134 Plauen an, kam aber durch das baldige Kriegsende nicht mehr zum Einsatz. Anschließend begann er, mit der von seinem Vater erworbenen Ausbildung, bei der Firma Robert Meyer & Co. seine Laufbahn als Rauchwarenkaufmann. Für 1928 ist in Leipzig eine Wohnadresse in der Michaelisstraße (Hauptzollamtstraße) 3 belegt. Der Rauchwarenhändler Richard Franke beschrieb seinen Eindruck beim ersten Zusammentreffen mit Fränkel in Leipzig, etwa in den 1920er Jahren: „Ein fast gleichaltriger, junger, dunkelhaariger Mann, immer freundlich, beweglich, zu jeder Arbeit und Gefälligkeit bereit und nicht gerade sonderlich schlank...“
In London mit dem Pelzhandelszentrum Garlick Hill arbeitete Jury für die Firma Continental Fur Traders. Sein Vater ging als Repräsentant der Leipziger Pelzhandelsfirma J. Ariowitsch nach Stockholm, wohin ihm der Sohn folgte. 1926 kam Jury nach Leipzig zurück, zunächst als Vertreter der Hudson’s Bay Company. Später wurde er Repräsentant der Sojuzpushnina, eines russischen Staatsunternehmens mit dem Monopol der Vermarktung der in Russland anfallenden Pelzfelle, insbesondere als Auktionshaus. Vater Fränkel gründete mit Ariowitsch die Firmen Hugo Fränkel & Co, Stockholm und Hugo Fränkel & Co, Buenos Aires. In der Weltwirtschaftskrise musste die Firma Ariowitsch liquidieren und Vater Fränkel verlor mehr als eine halbe Million Reichsmark, was ihn beinahe ruinierte (Max Ariowitsch war nach dem Krieg Präsident der Anglo American Fur Company, dem damals wahrscheinlich größten rein privaten Rauchwarenunternehmen der Welt). Jury blieb bis 1931 in Leipzig – wo er damals schon als „eine Persönlichkeit“ galt – um sich dann endgültig in Schweden niederzulassen. Von dort aus handelte er außer mit skandinavischen Kunden viel mit Abnehmern in Deutschland und Italien, wo die Pelzmode zu der Zeit einen größeren Aufschwung erfuhr. Ab dem Jahr 1932 gab es dann keine Rauchwarenauktion in Stockholm und in Leningrad, an der Fränkel nicht teilgenommen hätte. Auf der 50. Jubiläumsauktion der Sojuzpushnina ehrte man Fränkel als einen der beiden Rauchwarenhändler, die sämtliche Leningrader Auktionen von Anfang an besucht haben. Auf der 200. Jubiläumsauktion der Sojuzpushnina im April 2016 wurde posthum noch einmal seiner gedacht: „Seine Käufernummer 99 war so legendär wie er selbst“. Auch auf den übrigen Fellhandelsplätzen war er zu Hause. In Schweden engagierte er sich für den Aufbau einer leistungsstarken Pelzindustrie. Auf seine Initiative hin wurde die Swedish Fur Fashion Group gegründet.

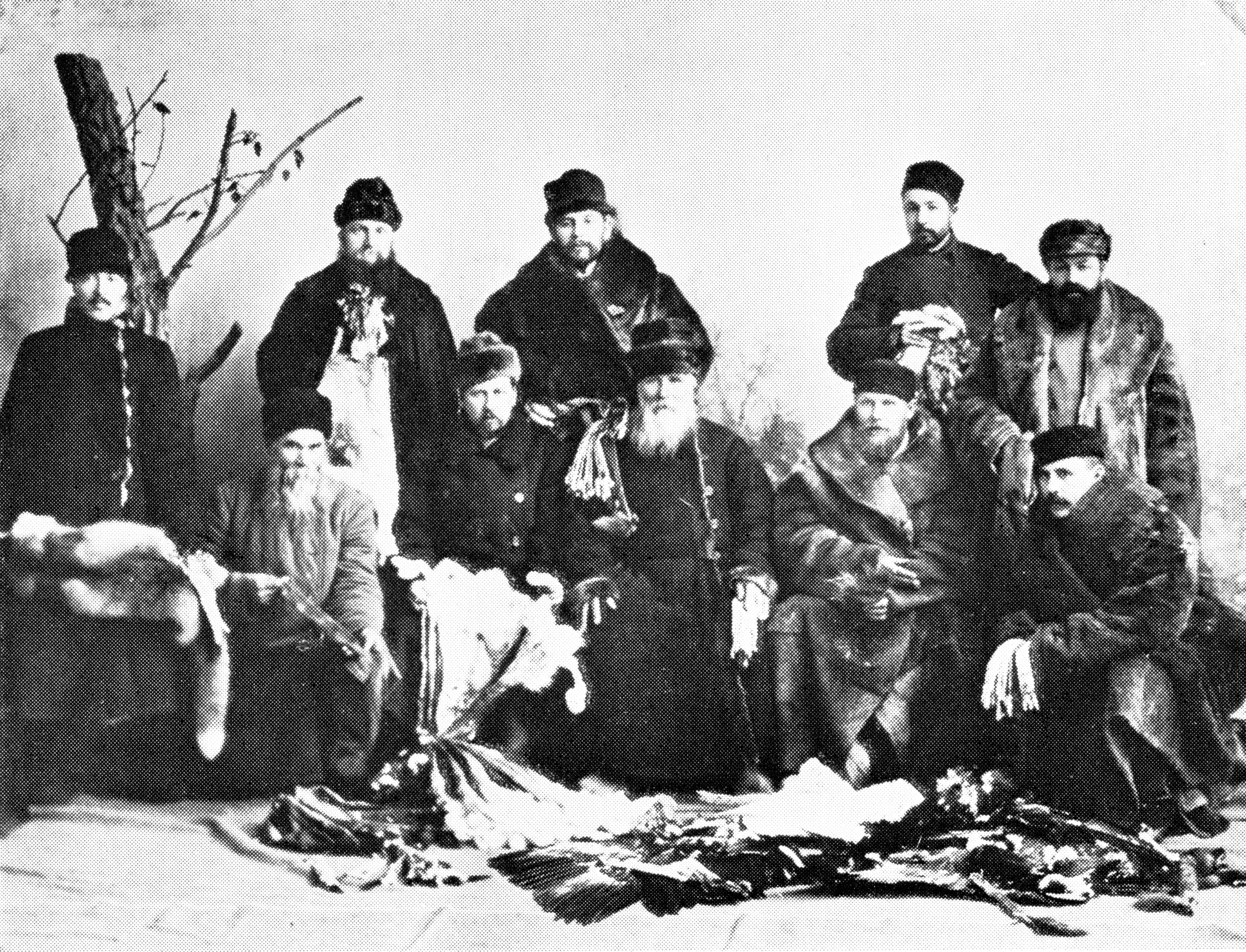
Vater Hugo Fränkel mit Pelzhändlern während des Markts in Kurgan, Sibirien (1900)

Zusammen mit Hussein Umerkajeff eröffnete er die Firma Svensk-Engelska-Skinnförmedlingen (Strandvägen 7 c). 1939 gründete er in Stockholm erneut eine eigene Firma. Später verlegte er seinen Wohnsitz in die schwedische „Pelzstadt“ Tranås. Im Jahr darauf starb nach einem längeren Südamerikaaufenthalt sein Vater Hugo in Stockholm.

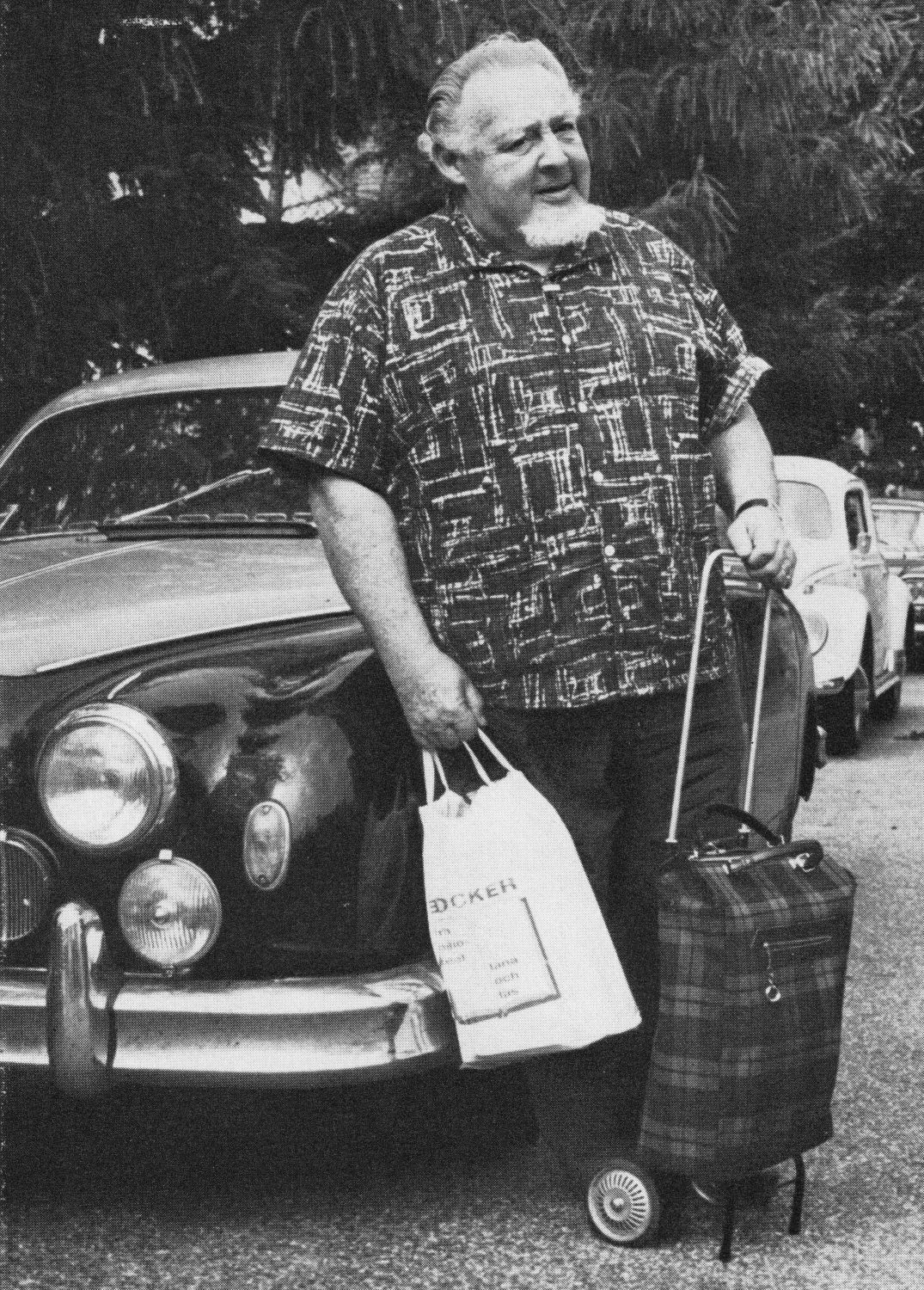
Jury und sein legendärer Jaguar (Murrhardt, 1968)

Ein Verwandter der im Pelzhandel verzweigten Familie, Abisch Fränkel, existierte noch in Leipzig, Brühl 69, bis das Unternehmen durch die Nationalsozialisten liquidiert wurde. Im Kriegsjahr 1942 wurde Jury Fränkel die deutsche Staatsbürgerschaft aberkannt und er erhielt anstelle seines bisherigen Passes für staatenlose Flüchtlinge und Emigranten (Nansen-Pass) schwedische Personalpapiere. 1947 heiratete er Hélène Bernstein und zog mit ihr nach Paris. 1948 wurde die Tochter Anne Hélène, 1951 der Sohn André geboren.
Jury Fränkel betätigte sich nebenher beständig als Autor für Fachzeitschriften in Deutschland, Schweden und anderen Ländern. Seine Berichte von den Pelzauktionen und der immer schon launischen Lage mit einem gewaltigen Auf und Ab am Pelzmarkt waren überaus unterhaltsam geschrieben. Neben seinem Humor und seinen zahlreichen Publikationen trug auch seine eindrucksvolle Erscheinung, mit kräftiger Körperfülle, später auch ein Kinnbart, dazu bei, dass er schon zu Lebzeiten als das Urgestein und Original der Pelzbranche galt. Als Festredner war er gesuchter Höhepunkt jeder Fachveranstaltung. Als Branchenauszeichnung erhielt er die „Goldene Pelzmotte“, für deren künftige Verleihungen er das Generalsekretariat übernahm. Seine Reisen machte er mit seinem in der Branche legendären Jaguar. Zu seinem 70. Geburtstag erhielt er dann von Per Tage Larsen während einer Kopenhagener Auktion einen Volvo geschenkt, für den die Branchenkollegen gesammelt hatten.

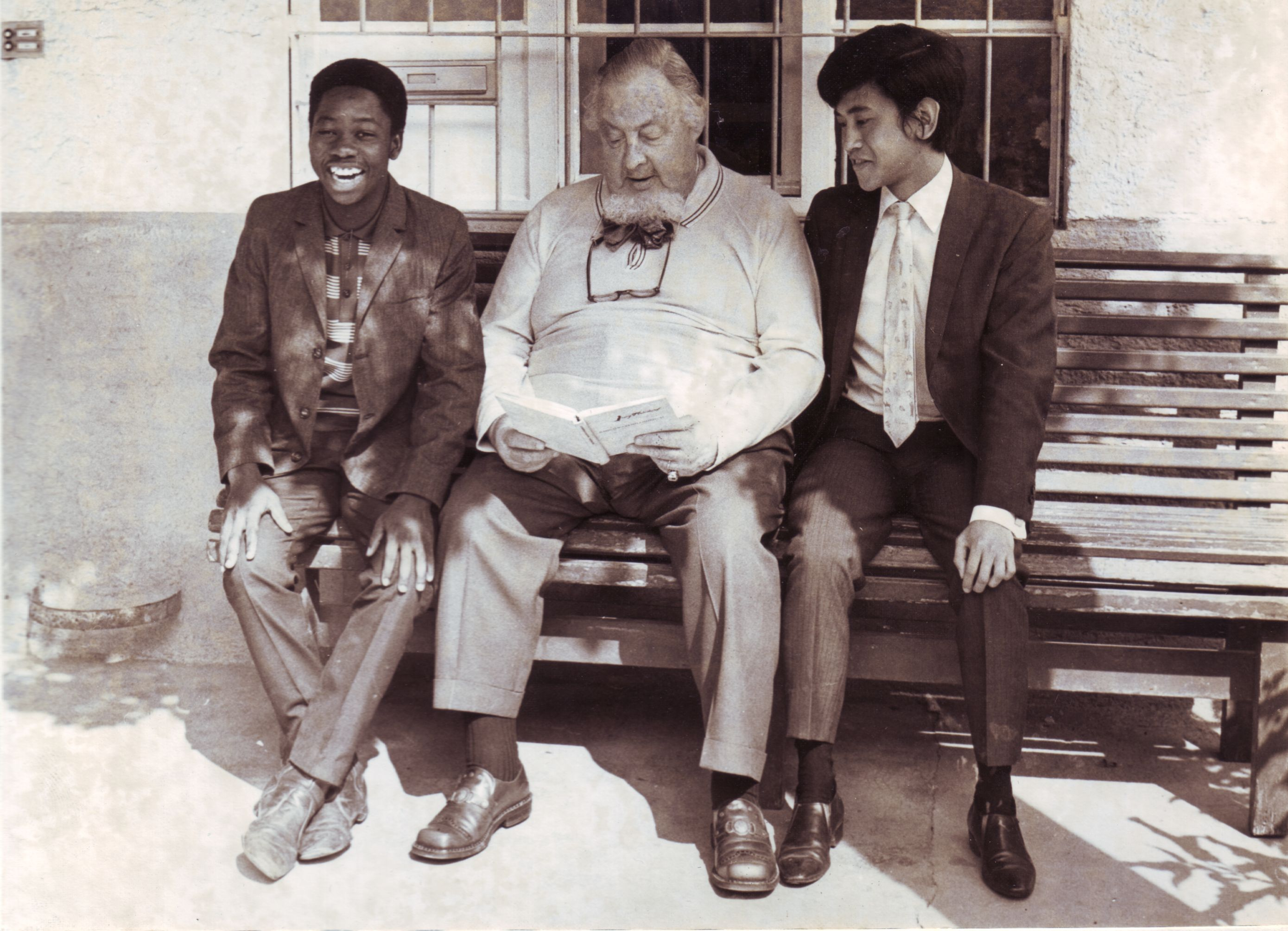
Jury Fränkel (Mitte) „mit Akim und Chen“, in der Hand ein Exemplar seines eben, 1970, erschienenen Werkes „Rauchwarenhandbuch“.

Hier aus einer Erinnerung eines Branchenmitglieds:

„Eine köstliche, greifbare Ironie schaute ihm aus allen Knopflöchern. [...] Jury Fränkel war mit sich und der Welt im Reinen. Woher hätte dieser große, schwerfällige Mann die Energien beziehen können, andere Menschen von Herzen froh zu machen. [...] Dem Wissen um die Paradoxie des Lebens entsprang seine Güte, seine Menschenfreundlichkeit, seine ganze Haltung. Warum konnte Jury Fränkel so gut Witze erzählen? Weil er die Technik des Erzählens überhaupt beherrschte. Er präsentierte seine Witze nie nackt. Er steigerte die Vorlust auf den Witz derart, daß man schon lachte, noch ehe die Pointe kam. Er baute genießerisch an komischen Fassaden, durch lustige Details, die nicht streng zum Inhalt des Witzes gehörten. Seine Sprache bestand aus Vergleichen, die er überaus liebte und auch häufig anwandte. [...] Er war ein Mann des Ohres, wie man im Altertum sagte. Er hing am Wortklang, und am dichterischen Spiel der Begriffe. Auch der leichtfertigste Witz, den er erzählte, war noch gesellschaftsfähig durch die Kunst seiner Ausdrucksweise.“

Die letzten zehn Lebensjahre waren eng mit der Familie Franke im schwäbischen Murrhardt verbunden. Frankes betrieben nicht nur einen Pelzveredlungsbetrieb und einen Rauchwarenhandel, sondern nebenbei auch den kleinen Rifra-Verlag (bei dessen Aufbau Fränkel mitwirkte), der zum einen Fränkels Rauchwarenbuch herausgab und später fortentwickelte, dessen Markenzeichen jedoch die Pelzmotte war, die „einzige literarisch-humoristische Branchenzeitschrift der Welt“, wie sie sich selbst, bis zum Schluss unwidersprochen, bezeichnete. Richard Franke, mit dem Fränkel seit 50 Jahren bekannt war, stellte ihm in Murrhardt ein Arbeitszimmer und sein umfangreiches Pelzarchiv zur Verfügung. Hier kam Fränkel aus Paris immer wieder her und schrieb an seinem Lebenslauf „Einbahnstraße“.
Im Februar 1971 erlitt Jury Fränkel im D-Zug einen Herzinfarkt, 50 Kilometer hinter Paris auf dem Weg nach Murrhardt, wo er an seiner Autobiographie noch letzte Korrekturen vornehmen wollte. Er starb im Alter von 72 Jahren im Krankenhaus von Lagny-sur-Marne, begraben wurde er auf dem Pariser Friedhof Père-Lachaise.

## Leistungen

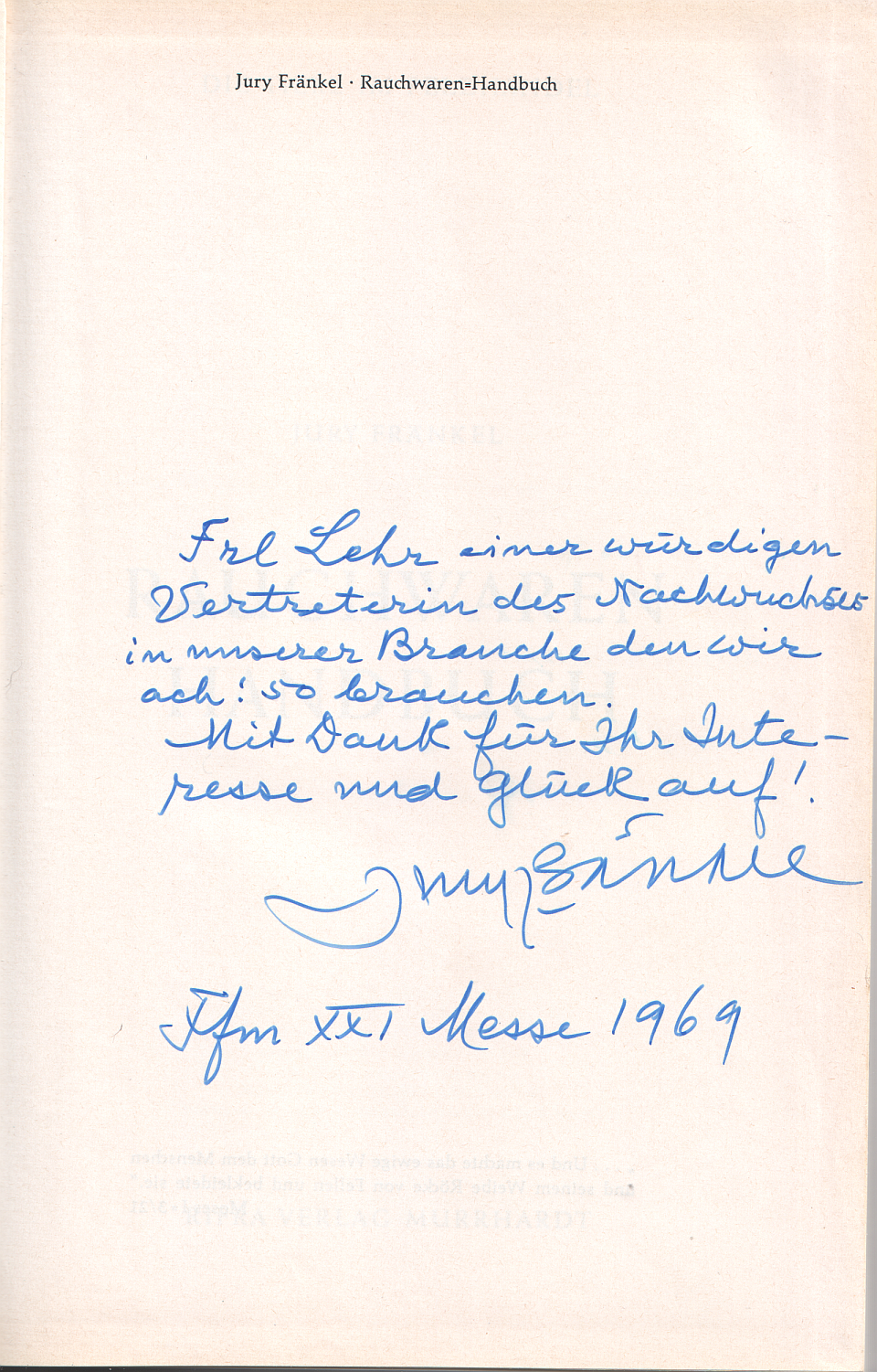
„Frl. Lehr einer würdigen Vertreterin des Nachwuchses in unserer Branche den wir ach! so brauchen. Mit Dank für Ihr Interesse und Glück auf! Jury Fränkel. Ffm XXI Messe 1969“ (Widmung für eine junge Kürschnerin im Rauchwarenhandbuch)

Fast alle Veröffentlichungen Jury Fränkels beschäftigten sich mit der Pelzbranche. Nebenbei übersetzte er aber auch den Kirschgarten von Anton Tschechow aus dem Russischen ins Schwedische (in Schweden uraufgeführt mit dem damals noch unbekannten Schauspieler Ingmar Bergman), spielte selbst Theater und führte an verschiedenen Stockholmer Theatern Regie. Unter dem Pseudonym Jura Tamkin hatte er damit großen Publikumserfolg, vor allem mit der Inszenierung russischer Klassiker. In dieser Eigenschaft war er auch für das „Jüdische Amateur-Theater“ tätig.
In die Stockholmer Zeit fällt auch der Beginn von Fränkels schriftstellerischer Arbeit. Die Erstausgabe seines ersten Werkes „Rauchwarenhandbuch“ erschien im Jahr 1960 (copyright Jury Fränkel, Paris, XVIe Rue Massenet 14), es folgte eine schwedische Version. Die weiteren Ausgaben verlegte der Murrhardter Rifra-Verlag, die zweite Auflage im Jahr 1965 war erstmals mit den für das Buch typisch bleibenden Pelztieren auf Briefmarken illustriert. Jury Fränkel begann Übersetzungen des Werkes ins Englische, Französische und Italienische. Im Jahr 1977 erschien ein japanisches Fachbuch von H. Terada, angelehnt an Jury Fränkels Rauchwarenhandbuch, ebenfalls mit den einleitenden Abbildungen der Pelztierbriefmarken.
Zu dem bis heute unerreichten Standardwerk der Pelzbranche wurde es durch die grundlegende Neubearbeitung durch Christian Franke und Johanna Kroll (* 1909; † 14. Juni 1984). Sie gaben dem Werk den wissenschaftlichen Unterbau und erweiterten es um die wesentlichen aktuellen Zahlen und Fakten der Pelzbranche. Der Buchtitel war jetzt „Jury Fränkel's Rauchwarenhandbuch“. Von der ursprünglichen Arbeit Jury Fränkels ist zum Schluss nicht mehr viel erkennbar geblieben. Mit der 9. Ausgabe war eine Auflage von knapp 10.000 Exemplaren erreicht. Die letzte erschienene, erneut überarbeitete und ergänzte 10. Auflage trug die Jahreszahl 1988/89.
Fränkel entwickelte eine Nachschlaghilfe für Persianerfelle, die sämtliche Persianersorten, ihre Bezeichnungen und Beschreibungen enthält sowie eine Nerzkarte, die die Entstehung der einzelnen Farbmutationen darstellt und erläutert.
Er schrieb Artikel, die von den Fachzeitschriften Courrier de la Fourrure, Fur Bulleton, Fur Review, Fur Weekly News, Pälsjournalen, Die Pelzwirtschaft, Rund um den Pelz und Die Pelzmotte gedruckt wurden. Seine Veröffentlichungen waren „nicht nur aktuelle Marktberichte und Analysen, sondern auch eingewobene Historie, gewürzt mit Glossen aus seiner 50-jährigen Branchenerfahrung und immer sind sie amüsant und witzig geschrieben“.
Entsprechen schon seine Marktberichte nicht den sonst üblichen spröden Abhandlungen, so sind seine Memoiren spannend und strotzen vor Lebenslust. Sie sind vermischt mit mannigfaltigen erotischen Abenteuern des Autors, fast nebenbei schildert er die Usancen des Pelzhandels und die politischen Änderungen jener Zeit, die ihn und seine jüdische Familie ganz besonders betrafen.
Von der International Fur Trade Federation bekam Fränkel den Auftrag für ein Glossarium, ein achtsprachiges Wörterbuch für die Pelzbranche. Dies konnte er noch unmittelbar vor seinem Tod vollenden. Seine posthum in zwei Bänden veröffentlichten Memoiren blieben unvollständig, sie enden Anfang der 1930er Jahre.
Per Tage Larsen, ein Freund Fränkels, erinnert in seinem Nachruf daran, dass der vorderste Platz im Zubringerbus vom Hotel zum Auktionshaus immer für Jury Fränkel freigelassen wurde, niemand hätte sich getraut, dort Platz zu nehmen: „Wie Du nun da saßest und den halben Bus auf Deutsch, Englisch, Französisch, Russisch, Italienisch, Schwedisch und was noch – in froher Erwartung des kommenden Tages, unterhieltest, dann war uns allen klar, dass Du dort zu Hause warst. [...] Der Stuhl in dem Bus wird jetzt leer bleiben [...]“

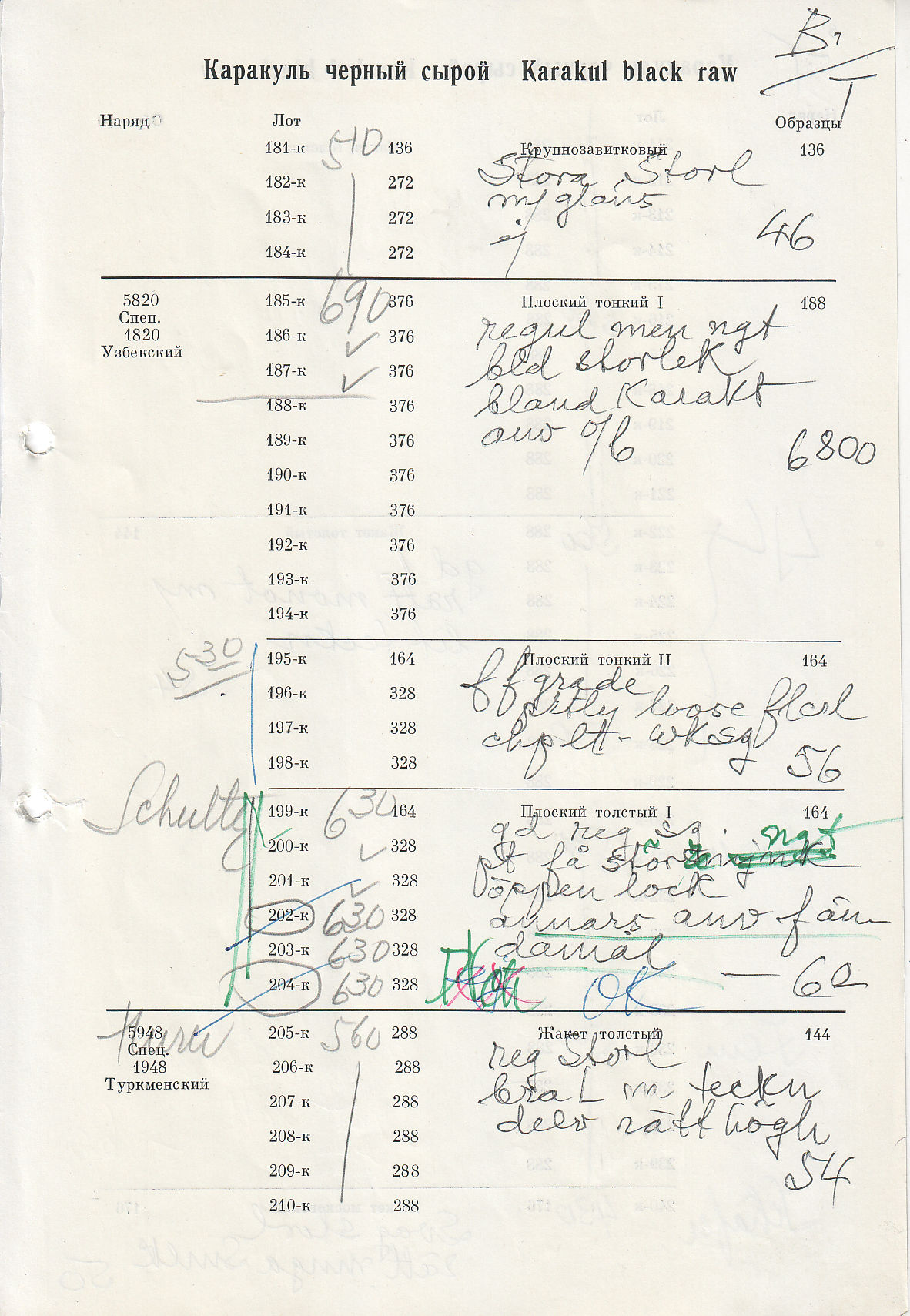
Russischer Auktionskatalog mit Bewertungen von Fränkel (der ganze Katalog: → hier)

## Werke
- Rauchwarenhandbuch, 1960 (ursprünglicher Titel „Die Tiere im Pelzhandel“[13])
- Pälshandbok, 1965 (schwedische Übersetzung des Rauchwarenhandbuchs)
- Einbahnstrasse – Bericht eines Lebens, erster Teil, 1971
- Einbahnstrasse – Bericht eines Lebens, zweiter Teil, 1972
- Annuschka. In: Erotik westlich des Ural, 1975